# 渥太华强奸危机中心
渥太华强奸危机中心（英語：Ottawa Rape Crisis Centre）是一家加拿大机构, 致力于结束一切形式的性暴力。渥太华强奸危机中心于1974年成立，是加拿大境内第三家强奸危机操作中心。该组织的理念是主动地反种族主义、反压迫和女权主义。

## 服务
渥太华强奸危机中心为16岁以上的女性提供服务。这些服务包括24小时危机热线、咨询服务和公共教育项目。同时也向遭受性侵犯者的朋友、家人和伴侣提供咨询服务。多种项目和工程也在进行中，例如在渥太华卡尔顿拘留中心与被监禁的女性一起工作，在当地高中里实行的女孩聊天项目。对于有移民和难民背景的年轻女性，还有一个安全城市网站，为年轻人提供互动的机会。

## 历史
1974年12月15日，渥太华强奸危机中心由一小群女性正式开张。在此之前，渥太华社区内没有任何组织为遭受过性侵犯的女性提供服务。该中心是当时加拿大仅有三家的强奸危机中心之一。另外两家机构位于多伦多和温哥华。